# Wollemia nobilis
Wollemia nobilis es la única especie del género Wollemia, un raro y escaso árbol de las coníferas, familia Araucariaceae, descubierto en el año 1994 en una serie de cañones remotos cerca de Lithgow en áreas aisladas de los bosques templados húmedos en Wollemi National Park en Nueva Gales del Sur 150 kilómetros al noroeste de Sídney (Australia). Está considerado como un fósil viviente.

## Descripción

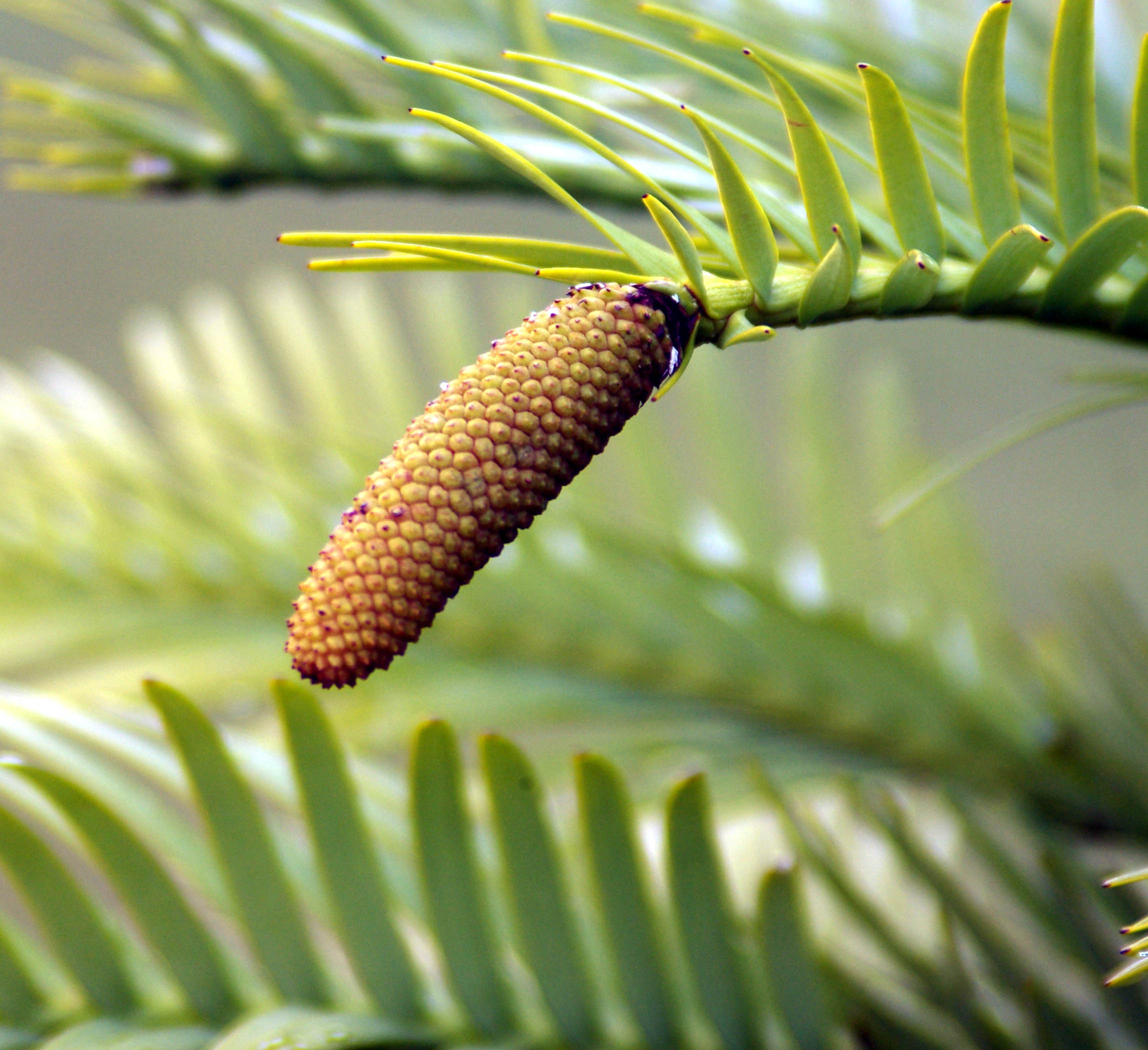
Cono masculino.

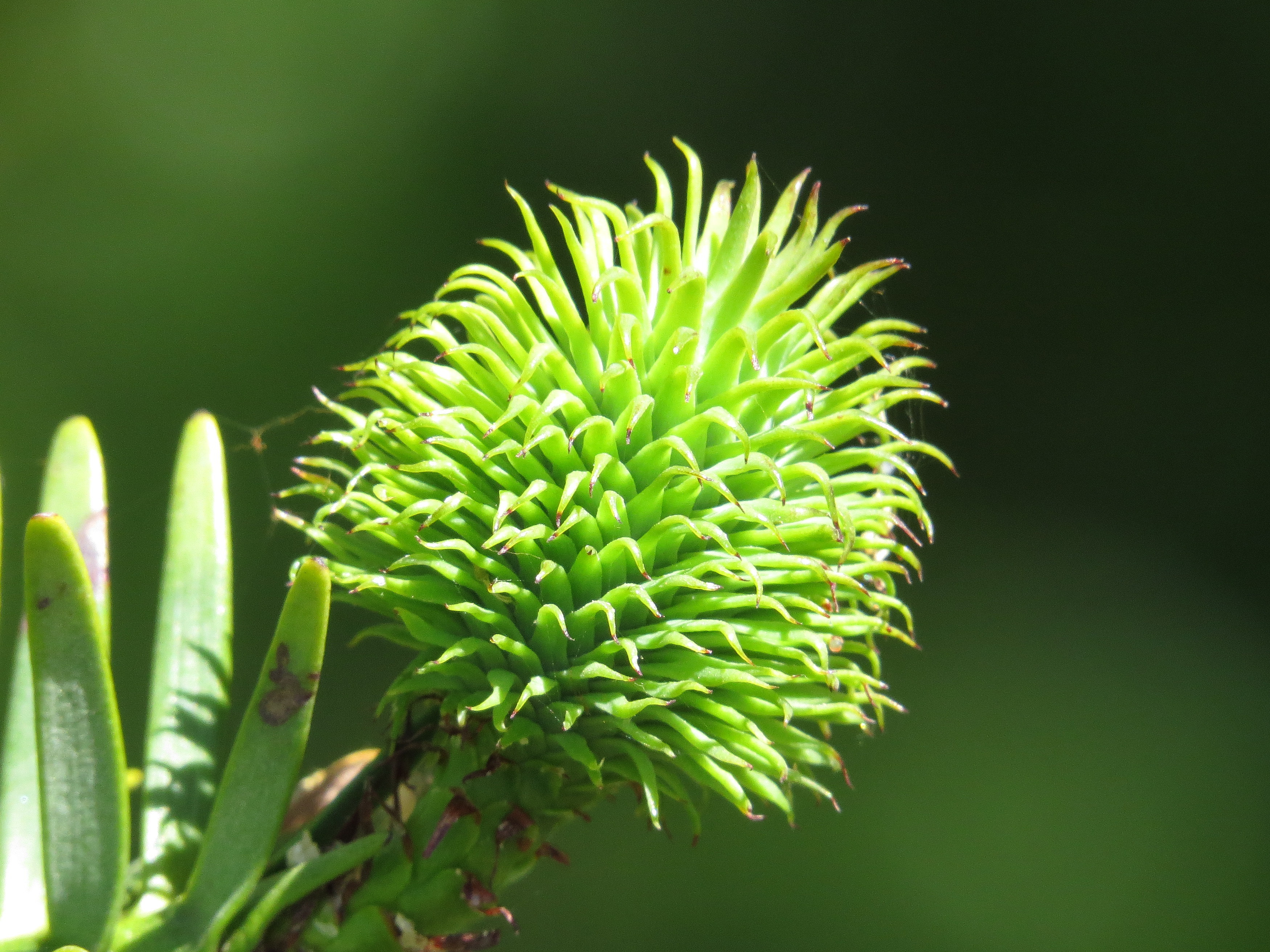
Cono femenino.

Wollemia es un árbol de hoja perenne que alcanza una altura de 25 a 40 m. Su corteza es de color marrón muy característico, oscura y nudosa. Si el árbol se corta forma rápidamente vástagos, y la mayoría de los especímenes tienen troncos múltiples o aparecen como grupos de troncos que se cree que se derivan de un viejo crecimiento de los vástagos. 
La ramificación es única en la que casi todas las ramas laterales no tienen otra ramificación; después de algunos años, cualquier rama termina en un cono (macho o hembra) o cesa el crecimiento, después de que sucede esto o el cono está maduro, la rama muere. Las nuevas ramas entonces emergen de los brotes inactivos en el tronco principal. Raramente, una rama lateral se vuelve erecta para desarrollarse en un tronco secundario, este entonces produce un nuevo conjunto de ramas laterales.
Las hojas son planas lineares, de 3 a 8 cm de largo y 2 a 5 mm de ancho; se distribuyen en espiral en el brote pero se tuercen en la base para aparecer en dos o cuatro filas aplanadas. Los conos son verdes, de 6 a 12 cm de largo y de 5 a 10 cm de diámetro, y maduran en unos 18 o 20 meses después de la polinización; se desintegran en la madurez para soltar las semillas. Los conos masculinos son cónicos, de 5 a 11 cm de largo y de 1 a 2 cm de ancho.

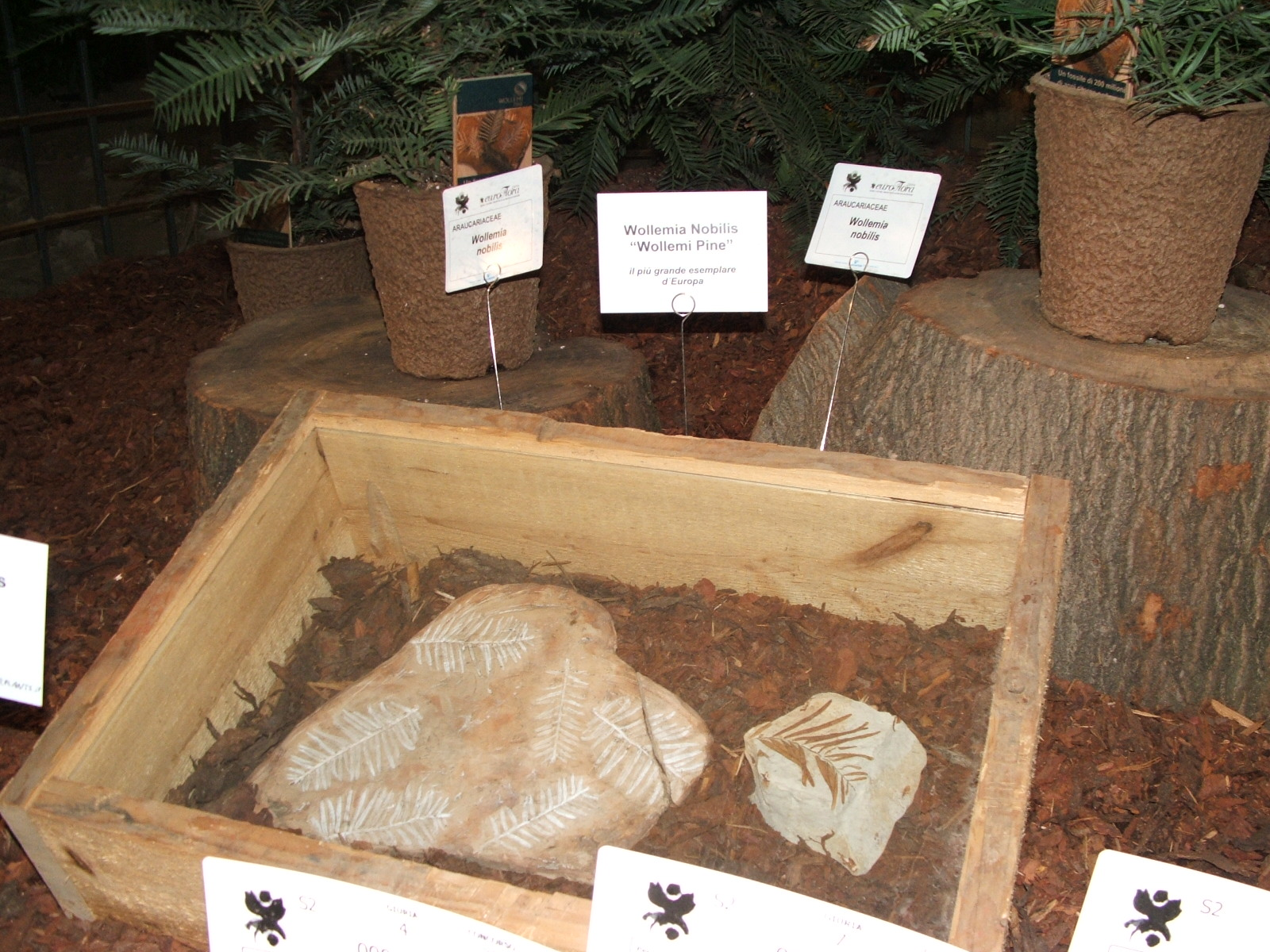
Restos fósiles de Wollemia

## Descubrimiento
Como ya se había mencionado la especie fue descubierta por un guardaparque en las Montañas Azules, debido a sus habilidades para explorar el bosque. Este hombre tenía un buen conocimiento de Botánica y rápidamente reconoció los árboles como inusuales y merecedores de investigación posterior. Regresando con los especímenes, se encontró que eran nuevos para la ciencia. Comparaciones con especies vivientes y fosilizadas de Araucariaceae probaron que es un miembro de esa familia, y ha sido colocado en un nuevo género con los otros géneros existentes Agathis y Araucaria. Fósiles parecidos al Wollemia y posiblemente relacionados con este se encuentran dispersos en Australia, Nueva Zelanda y la Antártida, pero Wollemia nobilis es el único miembro del género. Los últimos fósiles del género datan de hace aproximadamente 2 millones de años. por lo tanto se le describe como un fósil viviente, o alternativamente, un taxón lázaro.
Hay solamente unos cientos de árboles que crecen en estado salvaje, en tres localidades. Es muy difícil contarlos ya que la mayoría de los árboles tienen múltiples tallos y pueden estar conectados en un sistema de raíces. Pruebas genéticas han revelado que todos los individuos son genéticamente indistinguibles, sugiriendo que la especie ha pasado por un cuello de botella genético en el cual la población llegó a estar tan baja (posiblemente uno o dos individuos) que toda la variabilidad genética se perdió.
En noviembre de 2005, algunos árboles creciendo en la naturaleza se encontraron infectados con Phytophthora cinnamomi. Los guardaparques de Nueva Gales del Sur creen que el virulento moho de agua fue introducido por visitantes no autorizados al sitio, que se encuentra todavía sin revelar al público.

## Cultivo y usos

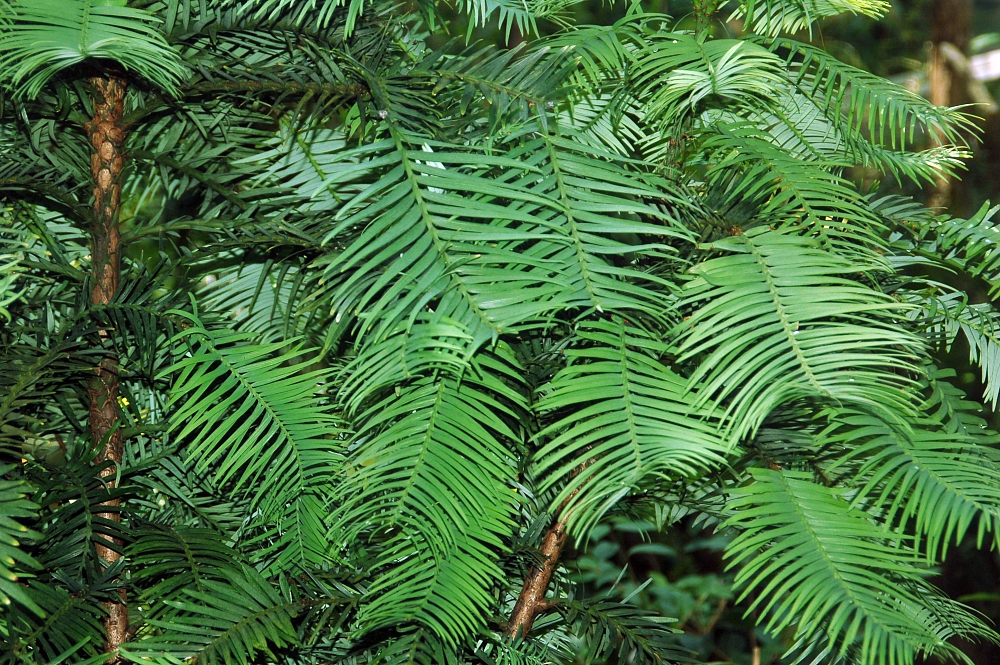
Wollemia nobilis, Palmengarten, Frankfurt/Main, Germany.

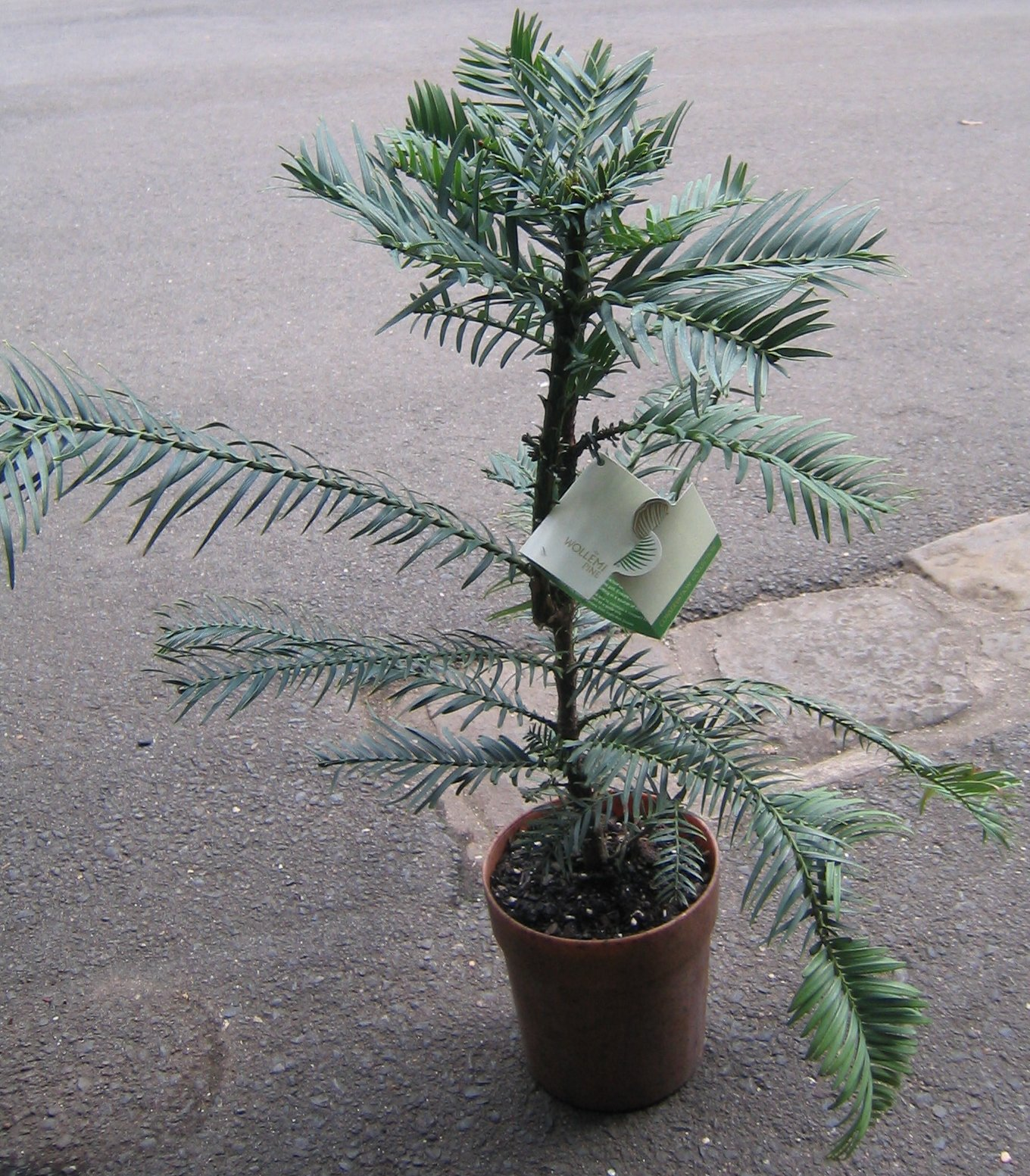
Wollemia nobiliscultivada

Últimamente ha culminado un programa de propagación con el pino de Wollemi, distribuido en jardines botánicos primero, y después comercialmente disponible en Australia desde el 1 de abril de 2006. Se lanzó comercialmente en Europa Occidental en junio de 2006 y en los Estados Unidos en diciembre de 2006. Puede demostrar ser un árbol valioso para el ornamento, plantado a cielo abierto o para interior en maceta También está demostrando ser más resistente al frío de lo que su distribución subtropical sugeriría, tolerando temperaturas entre -5 °C y 45 °C, con informes de que puede sobrevivir por hasta los -12 °C. También tolera el pleno sol y la plena sombra. Como muchos otros árboles australianos, Wollemia es susceptible al ataque del hongo patógeno Phytophthora cinnamomi, así que este puede limitar su potencial como árbol productor de madera.

## Wollemiafuera de Australia

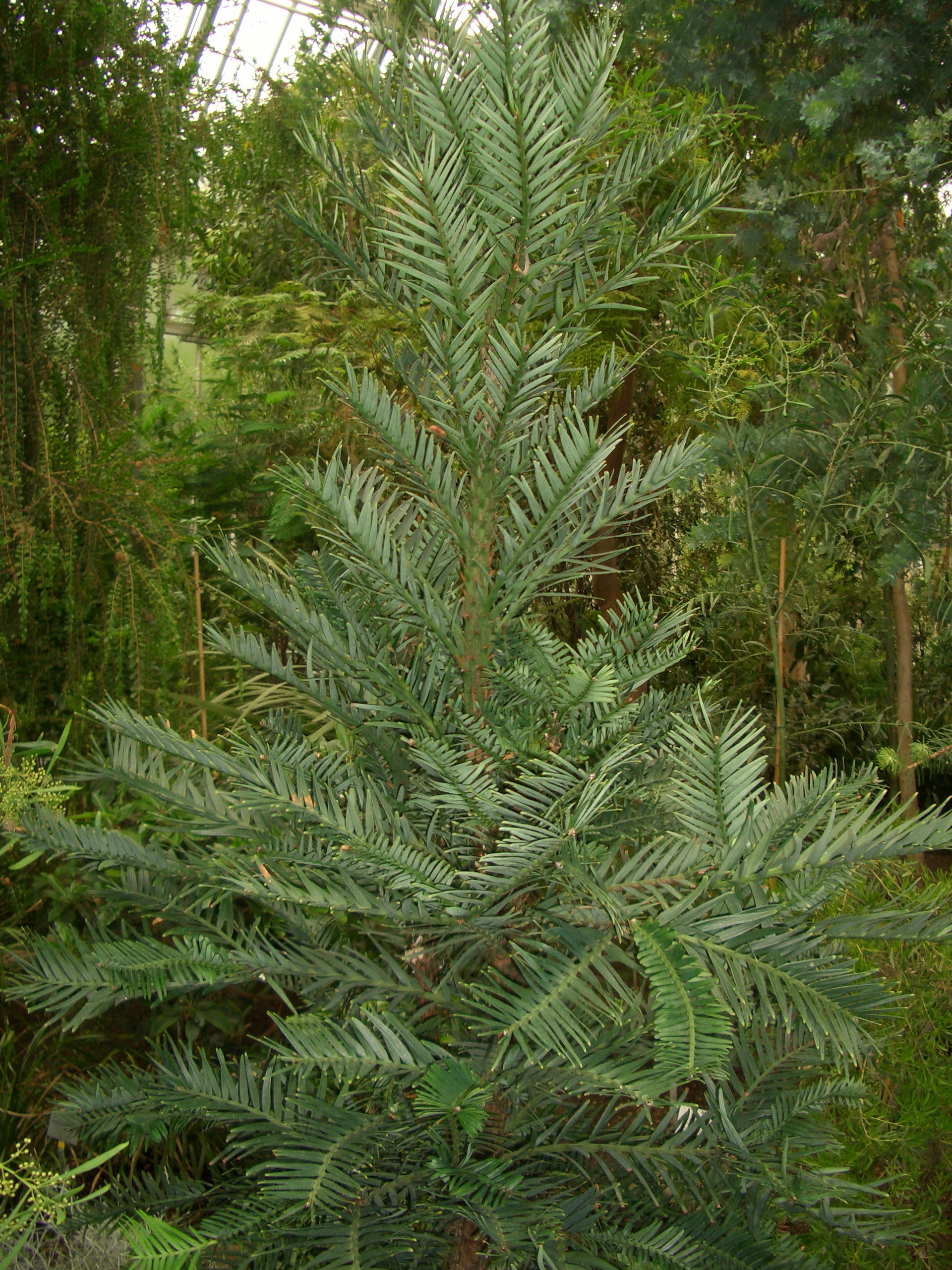
Wollemia (Wollemia nobilis) en el Jardín Botánico de Berlín.

- Jardín Botánico de la Universidad de Viena, en Viena
- Palmengarten en Fráncfort (desde el 22 de junio de 2005)
- Grugapark en Essen
- Jardín Botánico de Berlín (desde el 3 de mayo de 2006)
- Wilhelma en Stuttgart (desde el 17 de mayo de 2006)
- Jardín Botánico de Hamburgo (desde el 17 de mayo de 2006)
- Herrenhäuser Gärten en Hanóver (desde el 18 de mayo de 2006)
- Jardín Botánico Ecológico de Bayreuth (desde el 25 de mayo de 2006)
- Jardín Botánico de Bonn (desde el 30 de mayo de 2006)
- Jardín de las Plantas, sede del Museo Nacional de Historia Natural de Francia en París (desde el 19 de septiembre de 2006[6])
- Jardín Botánico de Madrid (desde el 12 de julio de 2007)
- Jardín Botánico de Barcelona
- Jardines de la Tamarita, en Barcelona
- Fundación Sales, Vigo (desde diciembre de 2010)
- Jardín Botánico de Meran
- Jardín Botánico de Washington en Washington D. C.
- Tokio Disneyland
- Museo Nacional de Taiwán
- Parque municipal de las Eras en Ejea de los Caballeros (Zaragoza)
- Hortus botanicus en Ámsterdam
- Parque del Buen Retiro, Madrid
- Flora y Jardín Botánico de Colonia, Colonia
- Jardín Botánico de Inverewe, Poolewe (Escocia)
- Jardín Botánico de la Universidad de Valencia (desde diciembre de 2010)
- Arboretum-pinetum Lucus Augusti, Lugo (ejemplar de más de 5 metros)
- Arboretum-Jardín Botánico Pius Font i Quer, Lleida

En octubre de 2005 fue ofrecido a subasta un ejemplar de wollemia en Sotheby's de Sídney para el público en general. El 16 de mayo de 2006 se subastaron también ejemplares en los países europeos. A título de ejemplo, el precio pagado en mayo de 2006 en el Reino Unido fue de £300. Desde entonces se han suministrado ejemplares a numerosos jardines botánicos. Un pequeño contingente de plantas llegó en el otoño de 2006 para su venta a viveros, a un precio de (£98,00 cada uno).

## Taxonomía
Wollemia nobilis fue descrita por  W.G.Jones,  K.D.Hill & J.M.Allen y publicado en Journal of Botany, British and Foreign 66: 141. 1928.
Etimología
Su nombre Wollemia le fue dado por el lugar donde se encontró por vez primera, en el Wollemi National Park.
En la literatura popular, el árbol se denomina como "Pino Wollemi", si bien esto no es exacto, ya que no es un pino, estando relacionado con el Kauri y la Araucaria en la familia de las Araucariaceae. Se ha determinado que el más antiguo fósil de Wollemia es de hace 200 millones de años.
nobilis: epíteto latíno que significa "notable, famoso"